# Европейский маршрут E105
E105 — европейский маршрут, проходящий из Киркенеса (Норвегия) через Россию и Украину в Ялту (Крым). Трасса проходит по территории Мурманской области, Карелии, Ленинградской, Новгородской, Тверской, Московской, Тульской, Орловской, Курской, Белгородской областей по России, Харьковской, Днепропетровской, Запорожской, Херсонской областей по Украине и по Крыму.
Основные пункты маршрута: Киркенес — Эльвенес — Мурманск — Кандалакша — Беломорск — Петрозаводск — Санкт-Петербург — Тверь — Москва — Тула — Орёл — Курск — Белгород — Харьков — Симферополь — Алушта — Ялта.
По пути следования маршрута в его состав входят следующие дороги: Р21 (федеральная автомагистраль «Кола») от Пограничного шоссе до Санкт-Петербурга, М10 (федеральная автомагистраль «Россия») от Санкт-Петербурга до Москвы, М2 (федеральная автомагистраль «Крым») от Москвы до границы с Украиной, на Украине М-20 от границы с Россией до Харькова, М-18 в качестве Харьковской окружной автомобильной дороги, E 40-М-03 от Харьковской окружной автодороги до начала скоростной трассы на Крым, М-29 от Харькова до Новомосковска, снова М-18 от Новомосковска до Ялты, крымский участок которой (от границы с контролируемой Украиной территории до Ялты) рассматривается российскими властями полуострова как автодорога 35А-002.

## Маршрут

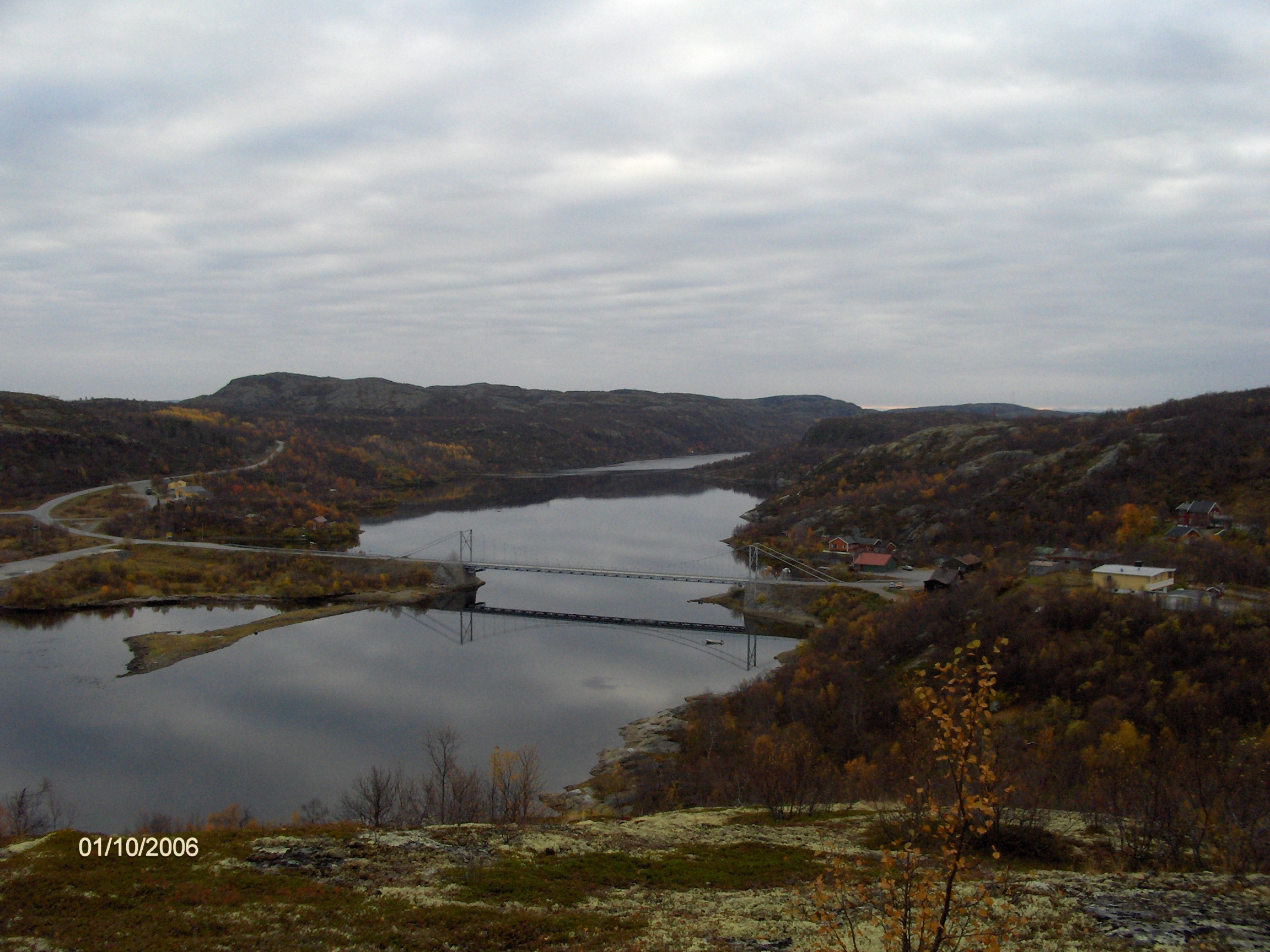
Мост E105 в Эльвенесе

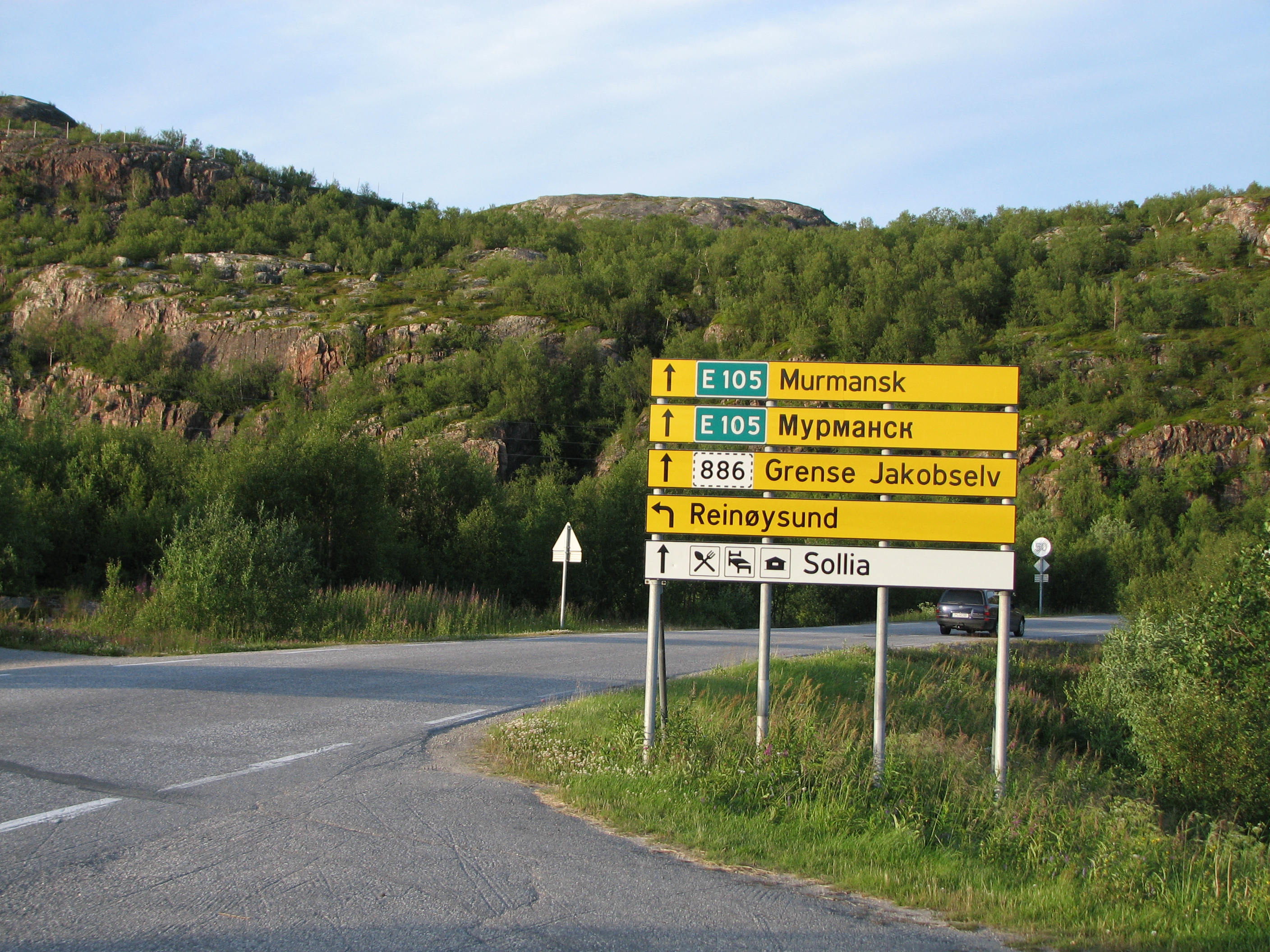

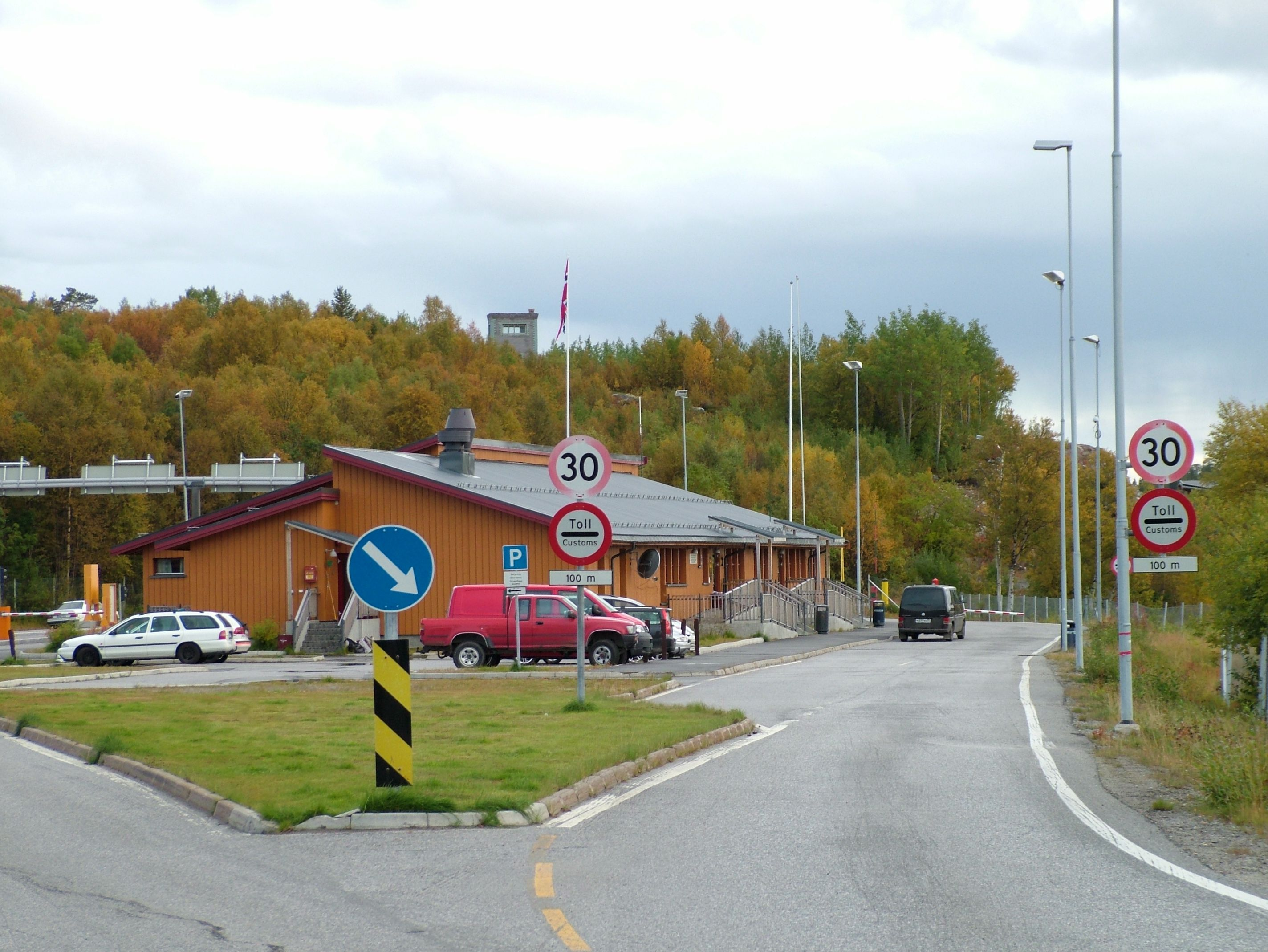
Норвежский пограничный пост Стурьскуг

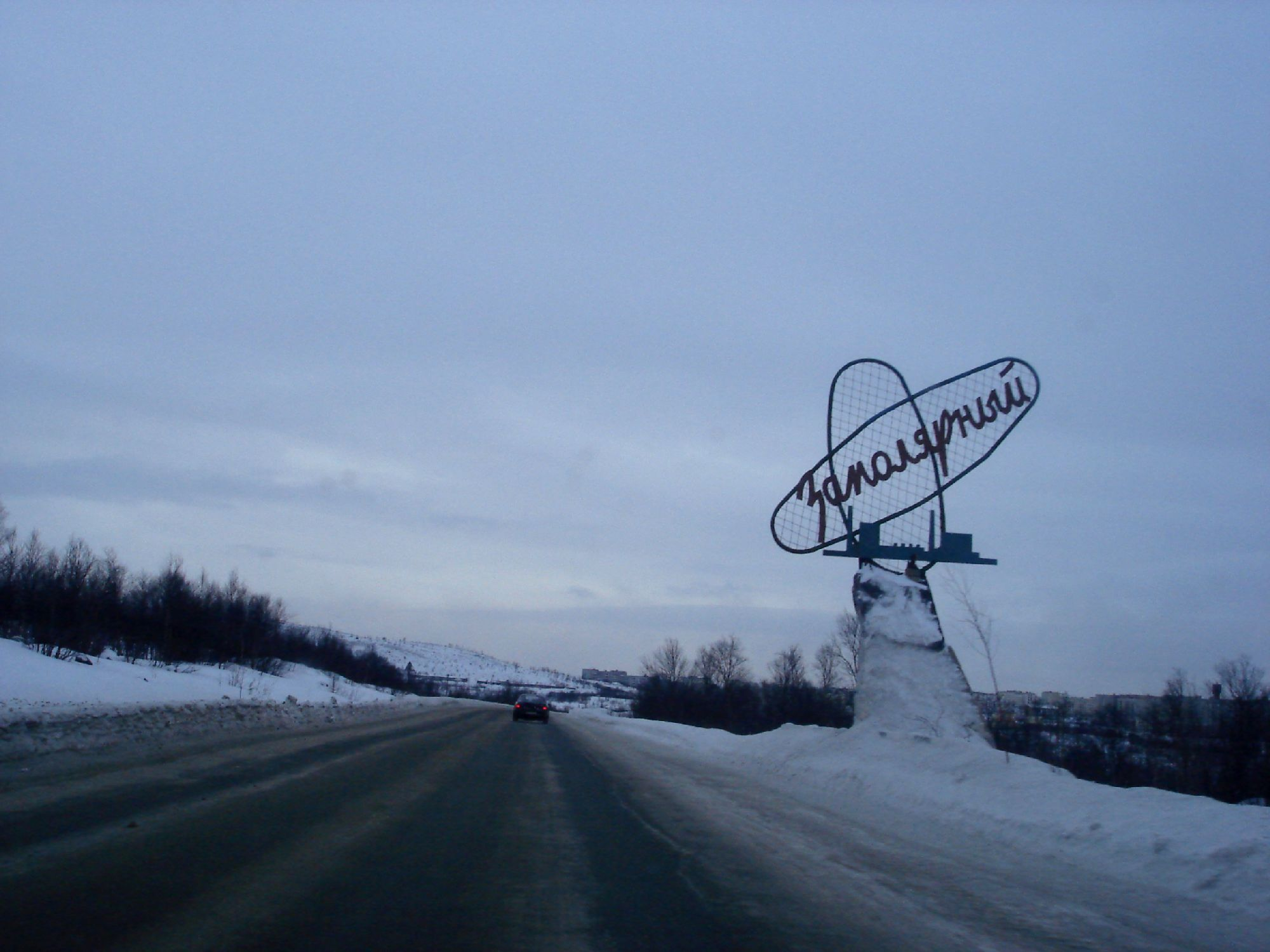
E105 в точке въезда в г. Заполярный со стороны границы

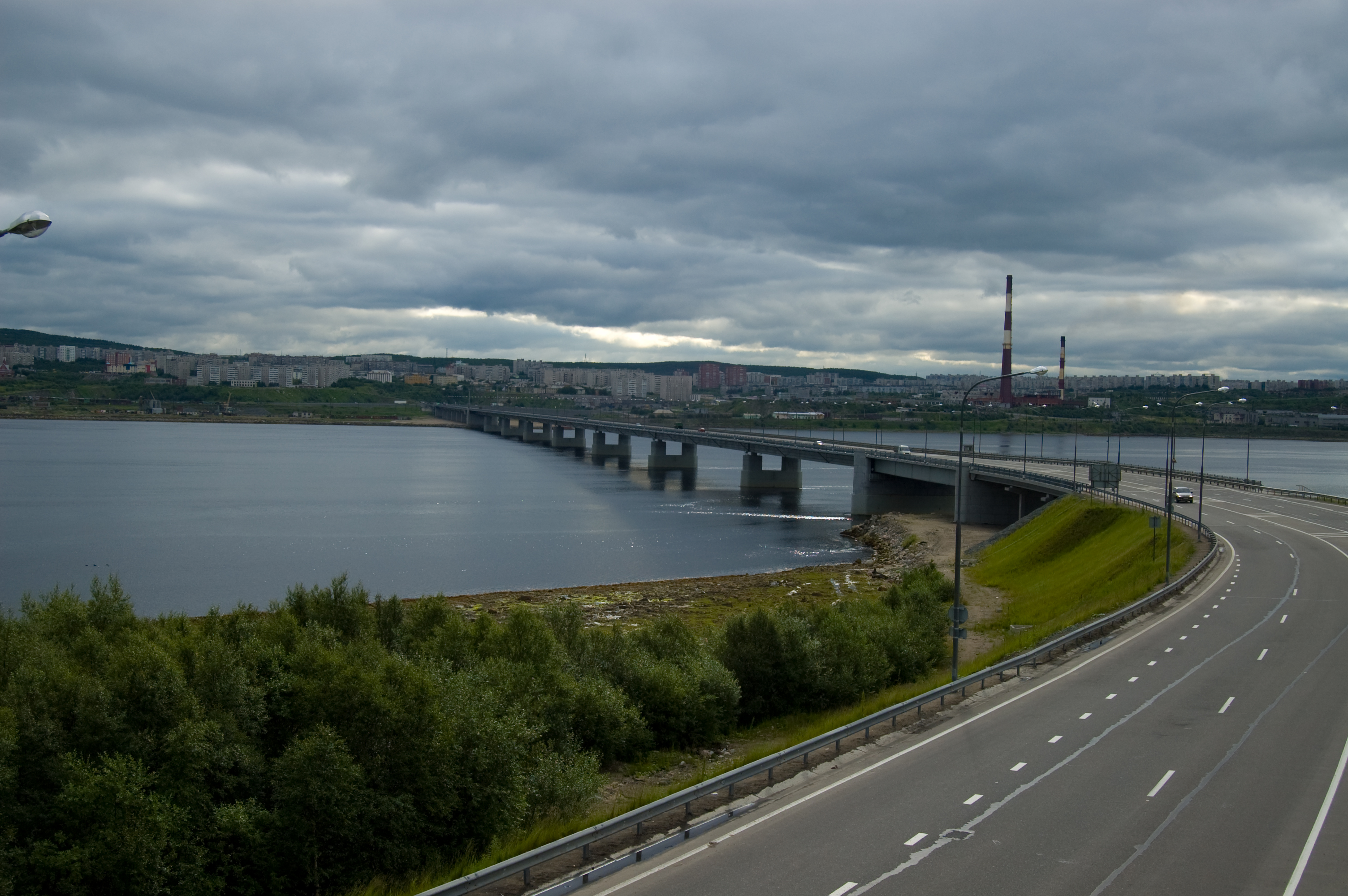
Е105 в Мурманске: мост через Кольский залив

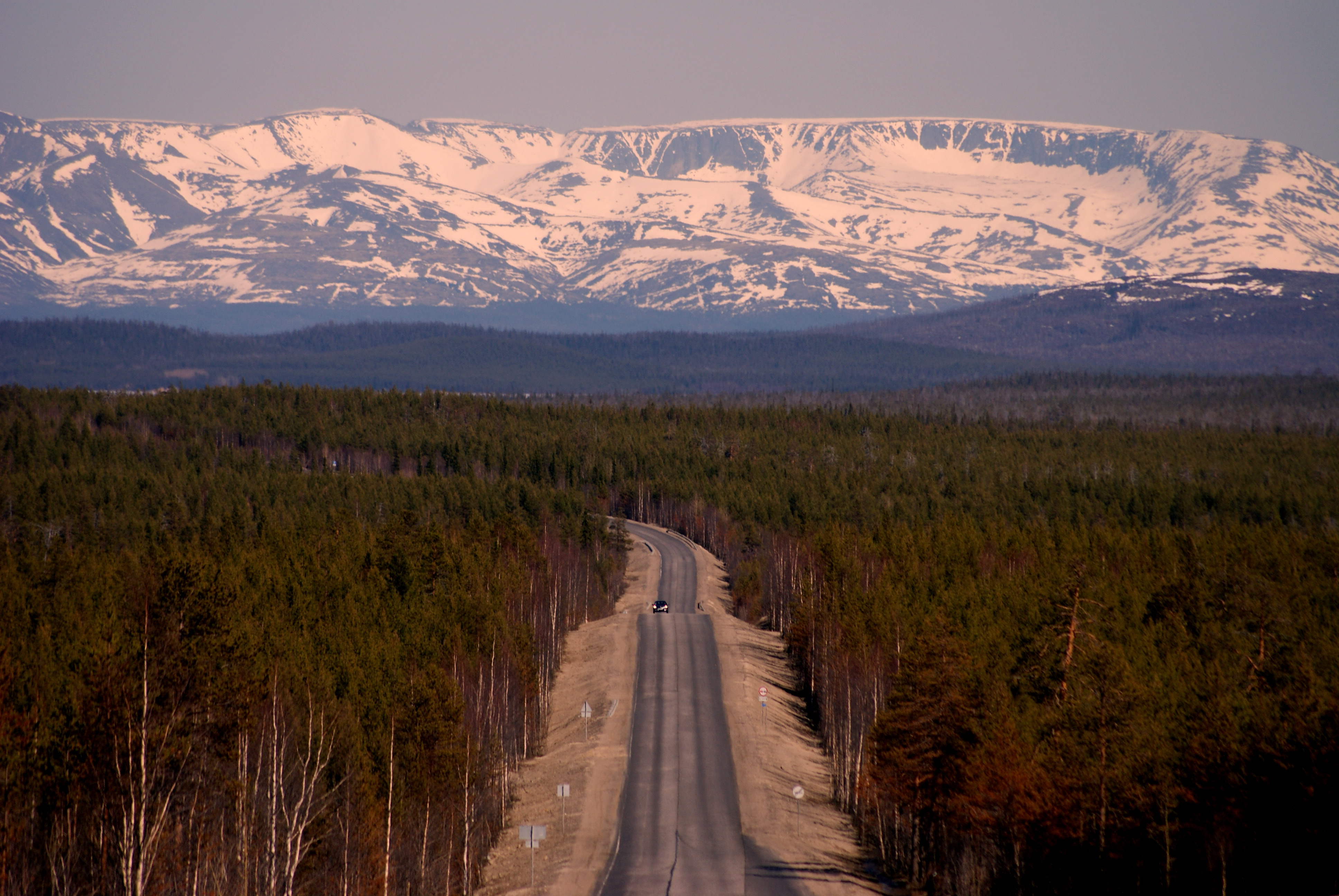
Е105: вид на Хибинские горы

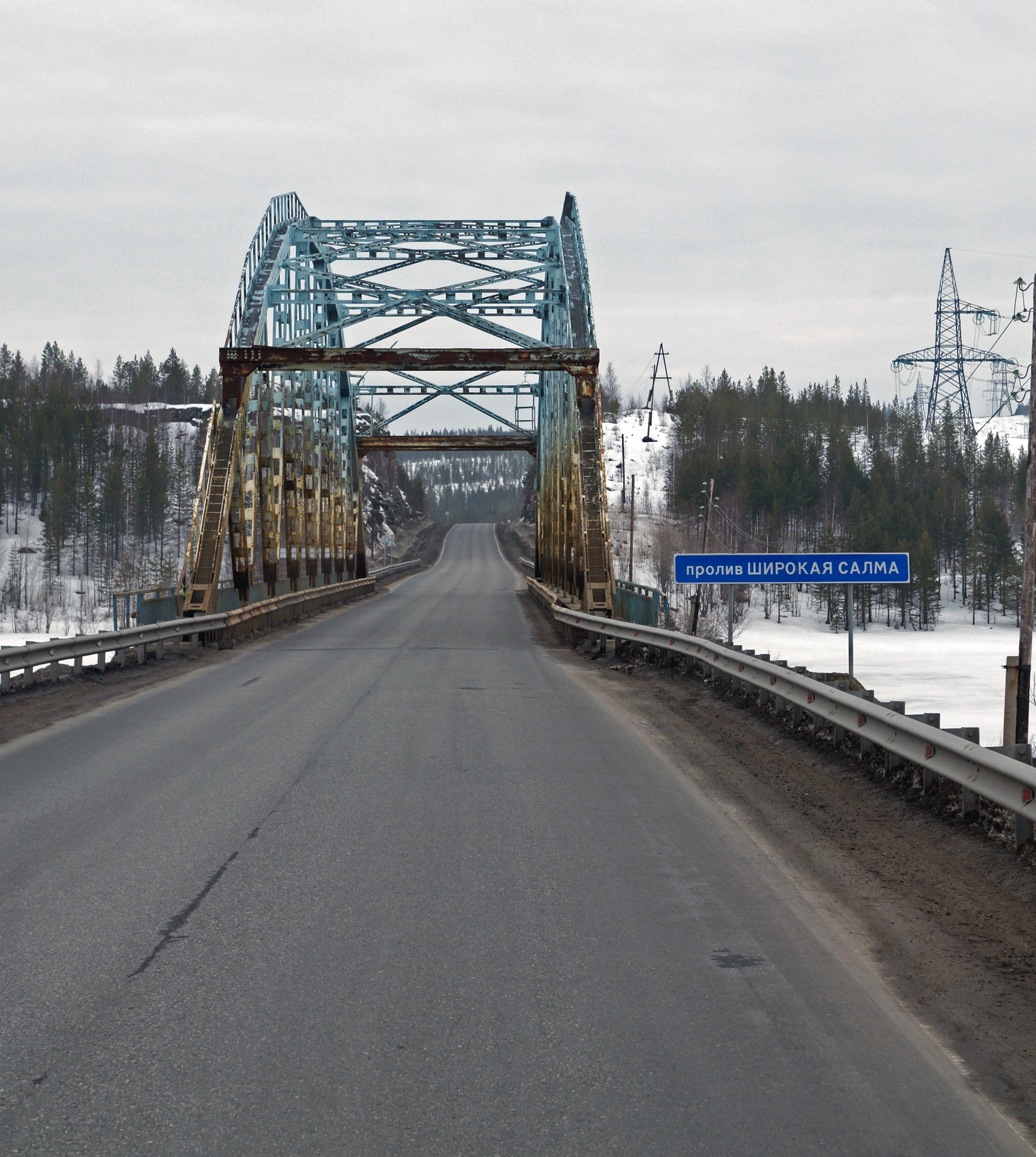
Пролив Широкая Салма. Участок Е105 между Мончегорском и Кандалакшей. Вид на юг

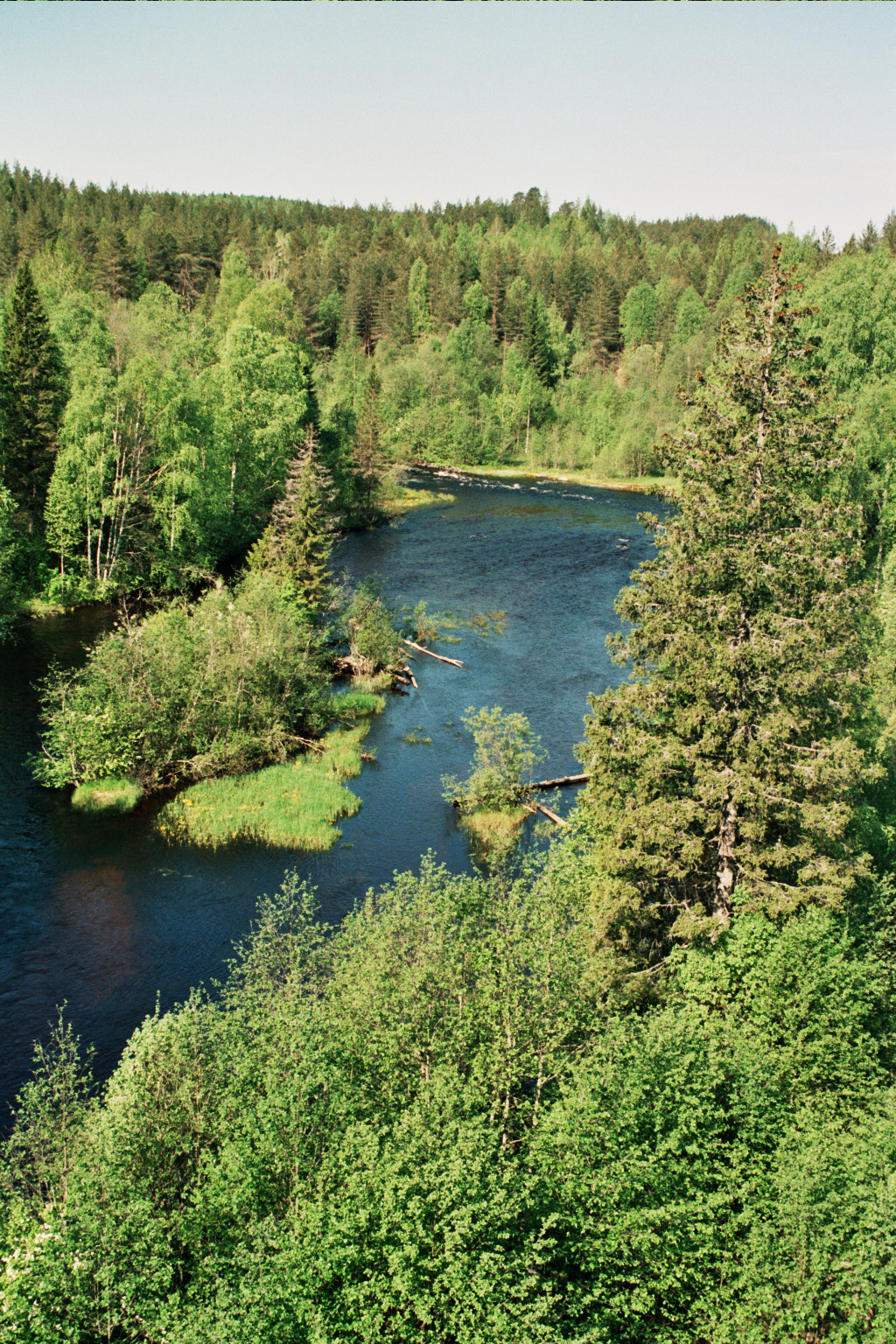
Река Кумса под Медвежьегорском. Вид с автодороги Е105

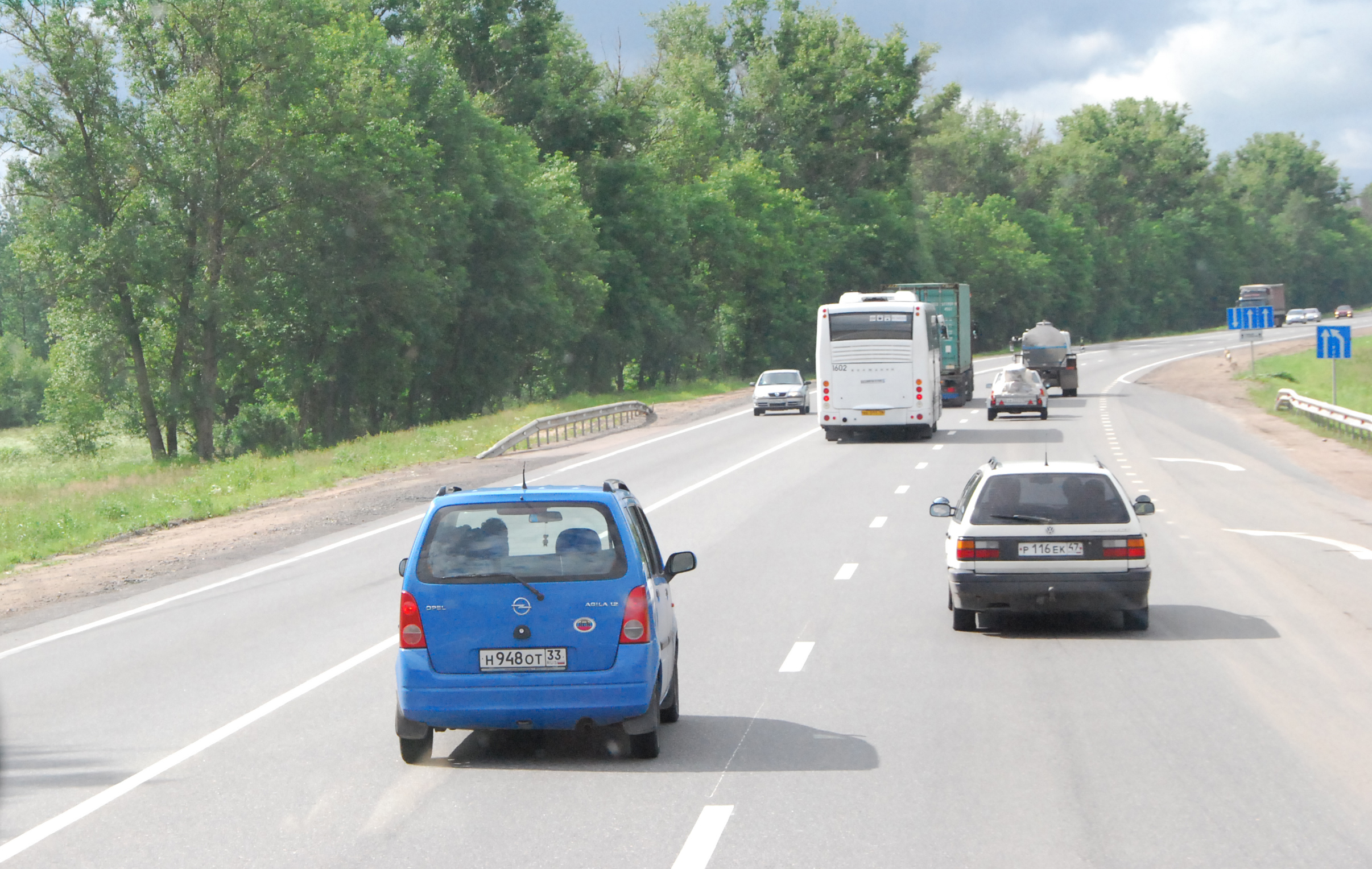
E105 в пригороде Великого Новгорода

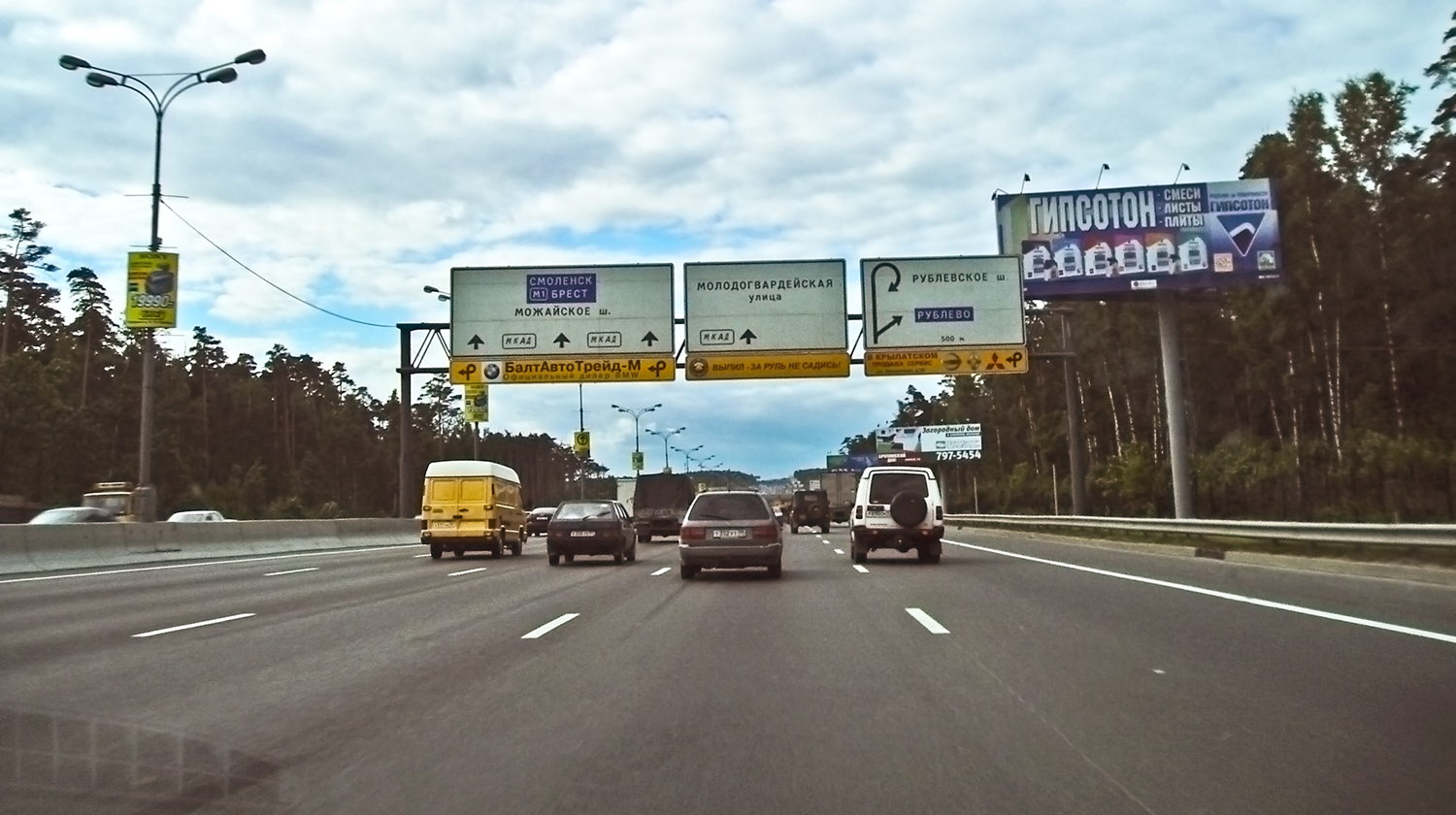
МКАД в Москве

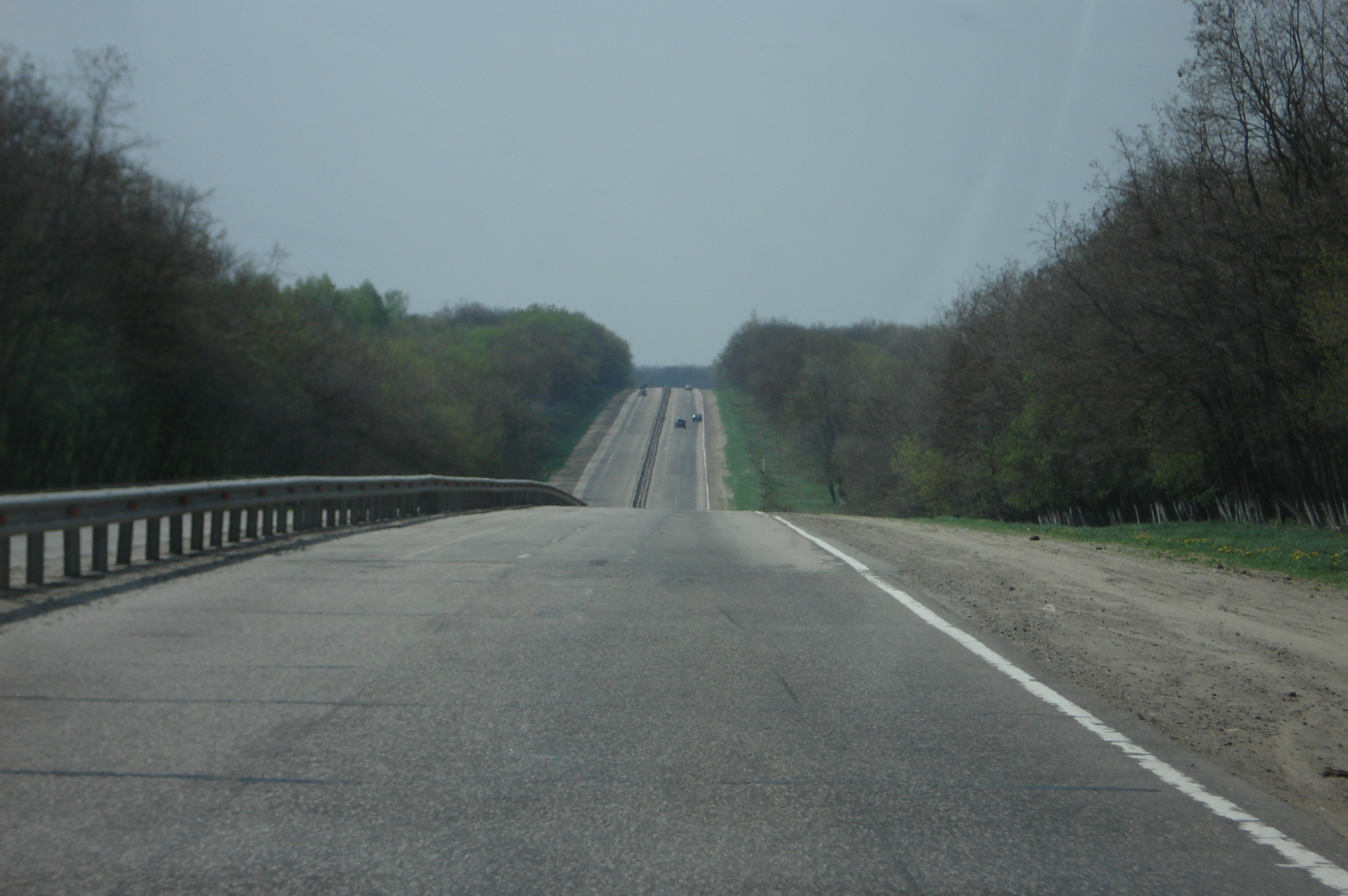
E105 в Белгородской области

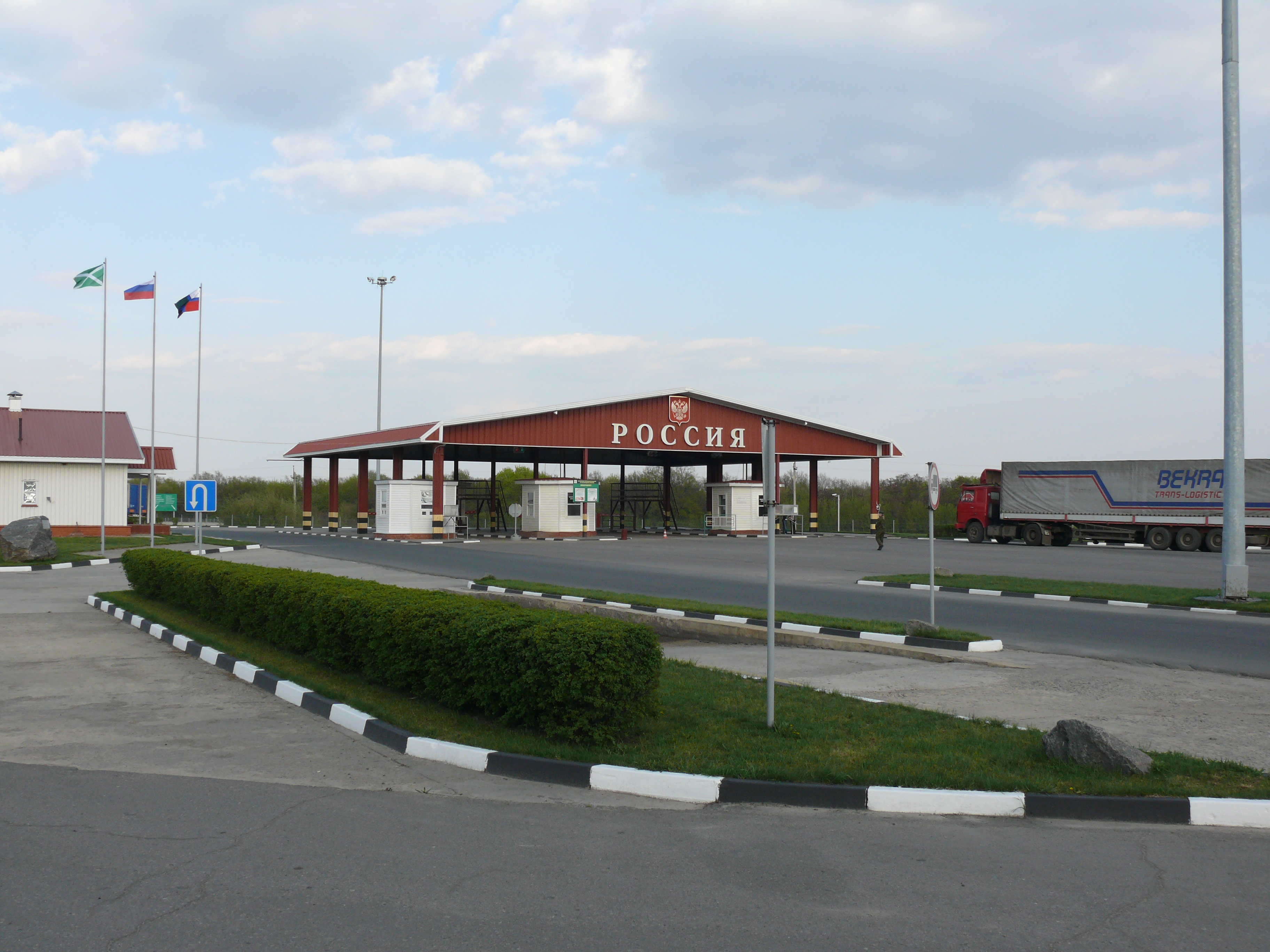
МАПП Нехотеевка. Вид с украинской стороны

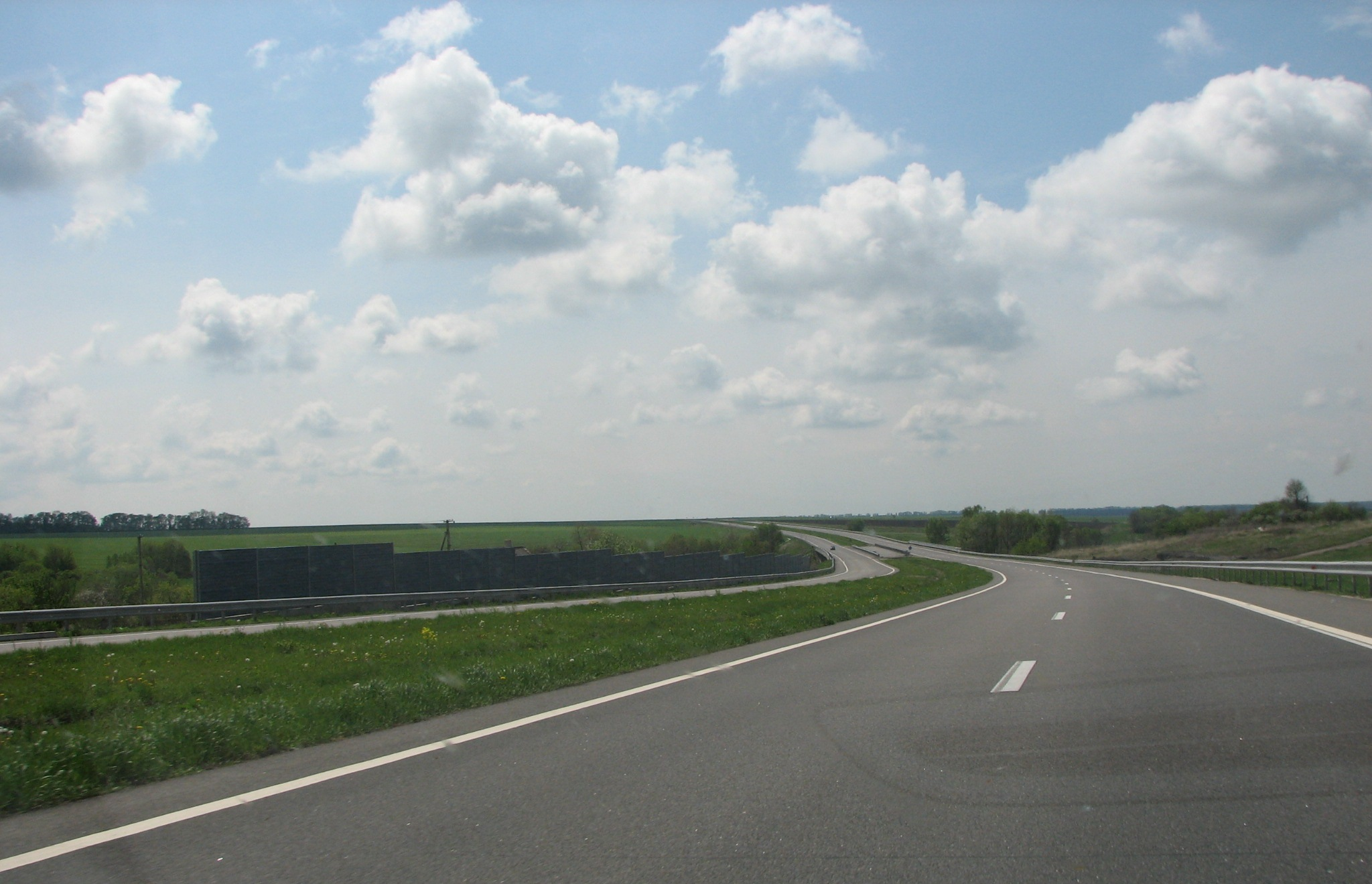
E105 на участке Харьков-Днепр (Украина)

Протяжённость маршрута составляет 3770 км.

### Норвегия

#### Финнмарк
- E 105 Киркенес
- Хессенг  E 6 на  Аэропорт «Хёйбюктмуэн», Альту, Нессебю, Карасйок, Нарвик, Му-и-Рана, Тронхейм
- Мост Эльвенес (Патсойоки, 103 м.)
- Эльвенес  Fv354 на Якобснес
- МАПП Стурьскуг  Fv886 на Гренсе-Якобсэльв

### Россия

#### Мурманская область
- Р21 «Кола»
- МАПП Борисоглебск
- Борисоглебский
- 47К-086 на ЮГ: Сальмиярви, Никель, Раякоски, Ивало (Фин.)
- Мост через Кувернеринйоки
- 47К-086 на Никель
- Заполярный
- Печенга 47К-081 на Лиинахамари
- Мост через Печенгу
- Спутник
- Тыловой КПП Титовка (проезд в сторону границы только при наличии пропуска или шенгенской визы в Загранпаспорте)
- Мост через Титовку
- Мост через Западную Лицу
- 47К-080 на Заозёрск
- Долина Славы
- Мост через озеро Нялъявр
- Мост через Уру (≈280 м.)
- 47К-075 на Полярный, Снежногорск
- Мурманск
  -  на Мурмаши
  -  Мост через Кольский залив (≈1,6 км.)
  -  Кольский проспект
- Кола
  -  на Мурмаши,  Аэропорт «Мурманск»
  -  на Североморск
- Оленегорск
- Мост через протоку между Мончеозером и Мончегубой озера Большая Имандра (≈92 м.)
- Мончегорск
- Мост через Курку
- 47К-033 на Апатиты
- Лапландский заповедник
- Мост через протоку, связывающую озёра Воче-Ламбина и Чунозеро
- Мост через Пиренгу
- на Ковдор
- Мост через пролив Широкая Салма, связывающий озёра Бабинская Имандра и Экостровская Имандра
- Сопка на о. Роватостров (237 м.)
- Мост через пролив Малая Салма, связующий озёра Бабинская Имандра и Экостровская Имандра
- Сопка «Лысая», горнолыжный курорт «Салма» (399 м.)
- 47К-019 на Полярные Зори
- Гора «Каменная» (265 м.)
- 47К-007 на Кандалакшу
- Мост через Лупче-Савино (≈80 м.)
- Мост через Вирму (≈36 м.)
- Мост через Губу Канда (≈720 м.)
- Мост через Валас
- Зеленоборский
- Мост через Княжегубский канал связующий Кандалакшский залив и Ковдозеро в Зеленоборском (≈90 м.)
- Мост через Ковду

#### Республика Карелия
- Мост через Нигрозеро (≈230 м.)
- Северный полярный круг
- Мост через Нижнее Котозеро (≈280 м.)
- Мост через Кереть (≈115 м.)
- Лоухи 86К-389 на КестеньгУ, Софпорог, Пяозерский, Куусамо (Фин.)
- Мост через Летнюю (≈150 м.)
- на Калевалу
- Вочаж  (19 км.) Кемь
- Мост через Кемь (≈175 м.)
- Мост через Тунгуду (≈88 м.)
- Мост через Идель (≈70 м.)
- 86К-387 на Кочкому, А137 на Реболы, Кухмо (Фин.)
- Мост через протоку между Большим Онигмаозером и Ондским водохранилищем (≈70 м.)
- Мост через Гирюреку (≈370 м.)
- Мост через ОндУ (≈120 м.)
- 86К-311 Волдозерское шоссе (8,5 км.) на Сегежу
- Мост через Пезегу (≈70 м.)
- Мост через Сегежу (≈850 м.)
- Мост через Уроксу
- на ЗАПАД: 86К-14 на Поросозеро, Суоярви; на ВОСТОК: А119 на Медвежьегорск, Пудож, Вытегру, М8 «Холмогоры», Вологду
- Мост через Кумсу (≈90 м.)
- Мост через Уницу (≈70 м.)
- Мост через протоку ЗПТ связующую Пальеозеро и Кримозеро (≈150 м.)
- На Гирвас
- Кондопога, Берёзовка
- Янишполе
- ст. Шуйская, Косалма
- 86К-372 на Шую
- Мост через Шую в Шуе (≈195 м.)
- 86К-228 на Петрозаводск
- на  Аэропорт «Петрозаводск», Суоярви
- Петрозаводск
- Вилга
- Пряжа
- А121 «Сортавала» на Сортавалу, Приозерск, Санкт-Петербург
- Святозеро
- Коткозеро
- 86К-187 на Олонец, Питкяранту

#### Ленинградская область
- Лифтовый мост через Свирь (≈400 м.)
- Лодейное Поле  А215 на Свирьстрой, Подпорожье, Вытегру
- 41А-009 на Тихвин, Будогощь, Чудово, М10 AH8 «Россия»
- Мост через Оять в селе и Доможирово
- Мост через Пашу в селе Паша (≈390 м.)
- Сясьстрой
- Мост через Сясь (≈330 м.)
- А114 на Тихвин, Череповец, Вологду, Ярославль
- Мост через Волхов (≈380 м.)
- 41К-939 на Новую Ладогу, 41А-006 на Старую Ладогу, Волхов, Кириши, Зуево, М10 AH8 «Россия»
- 41К-127 на Путилово
- Синявино  41К-125 на Молодцово, А120
- 41К-128 на Кировск, Шлиссельбург, А120
- Музей-диорама «Прорыв блокады Ленинграда»
- Ладожский мост через Неву (≈670 м.)
- «Магистральная» на пос. имени Морозова, А121 «Сортавала» , А181 E 18 AH8 «Скандинавия», Зеленогорск
- Разметелево  41К-078 Всеволожск, пос. имени Свердлова
- Кудрово  А118 КАД на ЗАПАД: Народная улица

#### Санкт-Петербург
- А118 КАД-ВОСТОК
- Октябрьская набережная
- Большой Обуховский мост через Неву (≈2,8 км.)
- Проспект Обуховской Обороны
- Софийская улица
- М10 AH8 на Великий Новгород, Тверь, Москву
- М10 AH8 «Россия» Шушары
- Витебский проспект на Пушкин
- Колпинское шоссе на ЗАПАД: Пушкин
- Мост через Славянку (≈45 м.)
- Колпинское шоссе на ВОСТОК: Софийская улица, Колпино
- М11 AH9 «Нева» на Великий Новгород, Тверь, Москву
- Обелиск «На рубеже обороны»

#### Ленинградская область
- Мемориал «Штурм»
- Мост через Ижору в деревне Ям-Ижора (≈270 м.)
- А120 («бетонка», «КАД-2») на ВОСТОК: Мга, Кировск; на ЗАПАД: Гатчина, Большая Ижора
- на Тосно
- Мост через Тосну (≈88 м.)
- на Тосно
- Любань  41А-004 на СЕВЕР: Мга; на ЮГ: Оредеж, Луга, Р23 E 95 «Псков»

#### Новгородская область
- Зуево  49К-05 на Кириши, Волхов, Старую Ладогу, Р21 «Кола», Новую Ладогу
- Мост через Кересть в селе Успенском (≈57 м.)
- Чудово  49К-07 на Будогощь, Тихвин, Лодейное поле, Р21 «Кола»
- Трегубово
- Спасская Полисть  49К-13 на Малую Вишеру, Любытино, Боровичи, А122
- М11 AH9 «Нева»   на СЕВЕР: Санкт-Петербург; на ЮГ: Тверь, Москва
- Подберезье
- на Великий Новгород
- Мост через Питьбу (≈62 м.)
- Мост через Волхов в деревне Котовицы (≈2,2 км.)
- Мост через Вишеру (≈260 м.)
- Мост через Мсту в деревне Белая Гора (≈350 м.)
- на Великий Новгород
- Крестцы
- Мост через Холову в Крестцах
- Мост через Холову в Литвиново
- А122 на Окуловку, Боровичи, Пестово, Устюжну, А114
- Мост через Ярынью
- Мост через Полометь
- Яжелбицы  А122 на Демянск, Холм, Великие Луки, М9 E 22 «Балтия», Невель, Р23 E 95 «Псков»,  МАПП Лобок
- Валдай (объездная)
- 49К-14 на Боровичи
- Едрово

#### Тверская область
- Выползово
- Куженкино  28А-0150 на Бологое (12 км.)
- М11 AH9 «Нева»   на СЕВЕР: Санкт-Петербург, Великий Новгород; на ЮГ: Тверь, Москва
- Вышний Волочёк  28К-0034 на Бежецк
- Мост через Цну в Вышнем Волочке
- Выдропужск
- М11 AH9 «Нева»   на СЕВЕР: Санкт-Петербург, Великий Новгород; на ЮГ: Тверь, Москва
- Торжок (объездная)  28К-1785 на Кувшиново, Осташков
- 28К-0906 на Лихославль
- М11 AH9 «Нева»   на Санкт-Петербург, Великий Новгород
- на Тверь
- Мигаловский мост в Твери через Волгу (≈274 м.)
- Р132 «Золотое кольцо» на Старицу, Ржев, Вязьму, Калугу
- на СЕВЕР: Октябрьский проспект в центр; на ЮГ: 28А-0480 на Пушкино, Лотошино, Шаховскую, М9E 22 «Балтия»
- на Тверь
- М11AH9 «Нева»   на Москву
- Городня
- Радченко
- Мост и дамба через Иваньковское водохранилище (≈1,2 км.)
- Завидово

#### Московская область
- Спас-Заулок
- Мост через Ямугу (≈47 м.)
- М11 AH9 «Нева»   на СЕВЕР: Тверь, на ЮГ: Москва
- Клин  A108 («большая бетонка», «Московское большое кольцо»)
- Мост через Сестру
- Солнечногорск
- М11 AH9 «Нева»   на СЕВЕР: Тверь, на ЮГ: Москва
- Радумля  A107-ВОСТОК («малая бетонка», «Московское малое кольцо»)
- Дурыкино  А113 «ЦКАД»
- Чашниково
- Мемориальный комплекс «Штыки»

#### Москва
- Зеленоград
- Шереметьевское шоссе на  Шереметьево B, C
- Международное шоссе на  Шереметьево D, E, F

#### Московская область
- Химки  монумент «Противотанковые ежи»

#### Москва
- МКАД-ЗАПАД
- Спасский мост в Москве через Москву-реку (≈204 м.)
- М9 E 22 на ЗАПАД: Волоколамск, Ржев, Великие Луки, Рига (Лат.), Вентспилс (Лат.)
- М1 E 30 AH6 на ЗАПАД: Смоленск, Минск (Бел.), Варшава (Пл.), Берлин (Гер.), Гаага (Голл.)  Лондон (Анг.), Кардифф (Анг.)  Корк (Ирл.)
- М3 E 101 на ЮГО-ЗАПАД:  Внуково, Наро-Фоминск, Обнинск, Калуга, Брянск, Киев (Укр.)
- M2 «Крым»
- Щербинка

#### Московская область
- Мост через Пахру
- Домодедовское шоссе (2 км.) на Подольск
- А107 («бетонка», «Московское малое кольцо») (3 км.) Климовск, выезд на А113 «ЦКАД»
- 46К-2160 на Чехов (5 км.)
- А108 («большая бетонка», «Московское большое кольцо»)
- 46К-2290 на Серпухов (3,2 км.)
- Приокско-Террасный заповедник (Зубровый питомник)
- Мост через Оку (≈510 м.)
- Липицы

#### Тульская область
- Мост через Вашану (≈45 м.)
- 70К-067 на Ясногорск
- Объездная дорога вокруг Тулы
- на Тулу
- Мост через Упу (≈120 м.)
- 70К-041 на Одоев
- Р132 «Золотое кольцо» на ЗАПАД: Калуга; на ВОСТОК: Венёв, Рязань, Владимир
- Пролетарская улица на  Музей-усадьбу Л. Н. Толстого «Ясная Поляна», Щёкино
- на Тулу
- 70К-125 на Тёплое, Ефремов, М4 E 115 «Дон»
- Плавск
- Мост через Плаву в Плавске (≈70 м.)
- Чернь  70К-165 на Архангельское и Ефремов

#### Орловская область
- 54К-411 на Мценск,  Музей-усадьбу И. С. Тургенева «Спасское-Лутовиново»
- 54К-1 на ВОСТОК: Новосиль; на ЗАПАД: Мценск, Болхов
- Мост через Зушу (≈146 м.)
- 54К-225 на Мценск
- Мост через Оптуху (≈72 м.)
- на Орёл
- 54А-1 на Новосиль, Ефремов, М4 E 115 «Дон»
- Р119 на Ливны, Елец, М4 E 115 «Дон», Липецк, Р22 E 119 AH8 «Каспий», Тамбов
- Мост через Оку в Орле (≈130 м.)
- Р120 на Орёл, Карачев, М3 E 101 «Украина», Брянск, Рославль, Починок, Смоленск, М1 E 30 AH6 «Беларусь», Рудню,  КПП Кругловка, Витебск (Бел.)
- Знаменка  Мост через Цон (≈83 м.)
- на Орёл
- 54А-1 на Кромы, Дмитровск, М3 E 101 «Украина»
- А142 E 391 на Железногорск, М3 E 101 «Украина»,  АПП Троебортное, Глухов (Укр.)
- Тросна

#### Курская область
- Мост через Любаж в селе Верхний Любаж (≈63 м.)
- 38К-044 из Фатежа
- 38К-038 на ВОСТОК: Фатеж; на ЗАПАД: Дмитриев, А142 E 391
- Мост через Усожу (≈65 м.)
- 38К-046 на Фатеж
- 38Н-861 на Курск
- Мост через Сейм (≈238 м.)
- 38К-017 на Курчатов, Льгов, Рыльск,  АПП Крупец, Глухов (Укр.)
- на ЗАПАД: 38К-010 E 38 AH61 на Льгов, Рыльск, Глухов (Укр.)
- на ВОСТОК: Р298 E 38 AH61 на Курск, Воронеж, Борисоглебск, Балашов, Саратов, Энгельс, Уральск (Каз.), Актобе, Байконур, Шымкент, Тараз (Каз.), Бишкек (Кыр.), Токмак, Нарын (Кыр.), Кашгар (Кит.)
- Стрелецкий участок Центрально-Чернозёмного заповедника
- Медвенка
- Обоянь

#### Белгородская область
- Мост через Ворсклу (≈55 м.)
- Яковлево  на Прохоровку, Губкин, Старый Оскол, Р298 E 38 AH61
- Строитель
- 14К-827 на Белгород,  Аэропорт «Белгород», Корочу, Новый Оскол, Алексеевку, Россошь, М4 E 115 «Дон»
- 14К-4 на ВОСТОК: Белгород; на ЗАПАД: Грайворон,  МАПП Грайворон, Сумы (Укр.)
- 14К-12 на ВОСТОК: Белгород; на ЗАПАД: Комсомольский, Берёзовка, 14К-4
- на Белгород
- 14К-30 на Шебекино
- МАПП Нехотеевка

### Украина

#### Харьковская область
- М-20 МАПП Гоптовка
- Русская Лозовая
- М-18 Харьков  E 40 М-03
- E 40 М-03 на ВОСТОК: Астрахань (РФ.), Ташкент (Уз.), Алма-Ата (Каз.); на ЗАПАД: Киев, Львов, Краков (Пол.), Кёльн (Гер.), Кале (Фр.)
- Коротич  М-29
- М-29
- Мост через Мжу (≈100 м.)
- на Мерефа→Р-51 на Первомайский, Лозовая, Павлоград, Синельниково
- Т-1901
- Гавриловка
- Винники
- (8 км.) Красноград
- Мост через Берестовую
- Ульяновка
- Бердянка
- Вишнёвое
- на Перещепино

#### Днепропетровская область
- Мост через Орель (≈100 м.)
- Мост через Канал Днепр — Донбасс (≈130 м.)
- (11 км.) Новомосковск
- М-04 E 50  на ВОСТОК: Павлоград, Донецк, Ростов-на-Дону (РФ.), Махачкала (РФ.); на ЗАПАД: Днепр, Кропивницкий, Умань, Тернополь, Прага (Чех.), Нюрнберг (Гер.), Париж (Фр.)
- Новомосковск
- Дамба через Днепровское водохранилище (≈3,6 км.)
- Мост через Самару (≈300 м.)
- на М-18
- М-18
- Дорогое
- Варваровка

#### Запорожская область
- Михайловка
- Люцерна
- Запорожье  H-15 («Донецкое шоссе») на  Аэропорт «Запорожье», Вольнянск, Донецк
- Мост и дамба через Карачекракский залив Каховского водохранилища (≈200 м.)
- Васильевка
- Р-37 на Токмак, Бердянск
- Мелитополь  М-14 E 58 на ВОСТОК: Бердянск, Мариуполь, Таганрог (РФ.), Ростов-на-Дону (РФ.); ЗАПАД: Херсон, Николаев, Одесса, Кишинёв (Мол.)
- Мост через Малый Утлюк в посёлке Акимовка
- Мост через Великий Утлюк

#### Херсонская область
- Р-47 на ВОСТОК: Геническ; на ЗАПАД:  Аскания-Нова, Новая Каховка, Херсон
- МАПП Чонгар
- Мост через Чонгарский пролив

### Крым

#### Республика Крым(Россия/Украина[2])
- Мост через Чонгарский пролив
- 35А-002
- МАПП Джанкой
- Мост через Северо-Крымский канал
- Джанкой  35К-001 E 97 на ВОСТОК: Феодосия, Керчь, Анапа, Новороссийск, Сочи, Поти (Груз.), Батуми (Груз.), Трабзон (Тур.); на ЗАПАД: Красноперекопск, Армянск, Херсон (Укр.)
- Красногвардейское
- Октябрьское
- А291 «Таврида» на ВОСТОК: Белогорск, Феодосия, Керчь, Анапа, Новороссийск, Сочи; на ЗАПАД: Аэропорт Симферополь, Бахчисарай, Севастополь
- Симферополь-Объездная
  -  35К-007 на ЗАПАД: Евпатория, Севастополь; на ЮГ: Киевская улица в центр
  -  Улица Куйбышева
  -  на ВОСТОК: А291 «Таврида» на Феодосию, Керчь, Анапу, Новороссийск, Сочи; на ЗАПАД: Улица Победы
  -  Мост через Салгир в селе Красная Зорька (≈42 м.)
  -  Проспект Академика Вернадского в центр
- 35А-002
- Пионерское
- Перевальное
- Доброе
- Верхняя Кутузовка
- 35К-005 на Судак, Феодосию
- Алушта
- Гурзуф
- Заповедник «Мыс Мартьян»,  Никитский ботанический сад
- Массандра
- Ялта

## Е95
- До середины 1990-х годов трасса E 105 носила обозначение Е95. Широко известна песня рок-группы «Алиса» «Трасса Е-95» с альбома «Дурень», посвящённая дороге[3]. Вскоре после выхода альбома нумерация европейских дорог претерпела изменения, вследствие чего эта дорога получила обозначения E 105. Обозначение E 95 теперь присвоено дороге, проходящей через Санкт-Петербург в сторону Пскова (и далее на Витебск-Гомель-Киев-Одессу-Самсун).

### Видеоматериалы по теме
- А138: Мурманск — Норвегия, 240 км евростандарта Архивная копия от 3 октября 2016 на Wayback Machine Видеорепортаж ТВ-канала Россия 24
- М18: участок трассы в районе Зеленоборского Видео снятое на окраине Мурманской области
- М10: гряды (Валдайская возвышенность) Архивная копия от 17 сентября 2016 на Wayback Machine Видеофрагмент пути следования по Е105 на «валдайском» участке
- М2: тряска на участке между Курском и Фатежом Видео снятое от 2003—2004 гг.
- М2-М20: очередь на границе России и Украины Архивная копия от 30 сентября 2016 на Wayback Machine Видео снятое 31.07.2010 г.
- М-18: от Алушты до Ялты за 4 минуты Видео на высокой перемотке. Даёт представление о данном участке в целом.